# Lijst van weg- en veldkapellen in Oirschot
Dit is een onvolledige lijst van veldkapellen in de gemeente Oirschot. Kapelletjes komen vooral in het zuiden van Nederland voor en werden dikwijls gebouwd ter verering van een heilige.
| Kapel                                                          | Adres                                      | Plaats           | Bouwperiode  | Architect | Foto |
| -------------------------------------------------------------- | ------------------------------------------ | ---------------- | ------------ | --------- | ---- |
| Heilige-Familiekapel                                           | Hemelrijken (Landgoed 's-Heerenvijvers)    | Oirschot         | 1937         |           |      |
| Onze-Lieve-Vrouw van de Heilige Eikkapel                       | Proosbroekweg 11                           | Oirschot         | 1856         |           |      |
| Sint-Antonius van Paduakapel (Processiepark, Heilige Eikkapel) | Proosbroekweg                              | Oirschot         |              |           |      |
| Kerkhofkapel (Baarhuisje)                                      | Begraafplaats, Kapelpad                    | Oirschot         | 1880 en 1890 |           |      |
| Sint-Antonius Abtkapel                                         | De Bollen 12                               | Oirschot-Straten | 1853         |           |      |
| Sint-Theresiakapel                                             | Dr. Jan van de Mortellaan (Landgoed Baest) | Oostelbeers      | 1933         |           |      |
| Onze-Lieve-Vrouwekapel                                         | Hakkelaren                                 | Spoordonk        | 1854         |           |      |
| Onze-Lieve-Vrouw van Scherpenheuvelkapel                       | Spreeuwelsedijk 1                          | Westelbeers      | 1637         |           |      |